# Choquinha-lisa
Formigueiro-víreo ou choquinha-lisa (Dysithamnus mentalis) é uma espécie de ave pertencente à família Thamnophilidae, onde se enquadra na subfamília Thamnophilinae. Pode ser encontrada nas Américas Central e do Sul. Em inglês chama-se Plain Antvireo.

## Taxonomia
A choquinha-lisa foi descrita por Coenraad Jacob Temminck em 1823 e recebeu o nome binomial Myothera mentalis. Hoje faz parte do gênero Dysithamnus, que foi introduzido pelo ornitólogo alemão Jean Cabanis em 1847.
Existem 18 subespécies:

- D. m. septentrionalis Ridgway, 1908 – sul do México até o oeste do Panamá
- D. m. suffusus Nelson, 1912 – leste do Panamá e noroeste da Colômbia
- D. m. extremus Todd, 1916 – Colômbia central
- D. m. semicinereus Sclater, PL, 1855 – centro-oeste da Colômbia
- D. m. viridis Aveledo & Pons, 1952 – norte da Colômbia e noroeste da Venezuela.
- D. m. cumbreanus Hellmayr & Seilern, 1915 – norte da Venezuela
- D. m. andrei Hellmayr, 1906 – nordeste da Venezuela e Trinidad
- D. m. oberi Ridgway, 1908 – Tobago
- D. m. ptaritepui Zimmer, JT & Phelps, 1946 – tepuis do sul da Venezuela
- D. m. spodionotus Salvin & Godman, 1883 – sul da Venezuela e norte do Brasil
- D. m. aequatorialis Todd, 1916 – oeste do Equador e noroeste do Peru
- D. m. napensis Chapman, 1925 – sul da Colômbia até o norte do Peru
- D. m. tambillanus Taczanowski, 1884 – norte e centro do Peru
- D. m. olivaceus Tschudi, 1844 – centro e centro-sul do Peru
- D. m. tavarae Zimmer, JT, 1932 – sudeste do Peru até a Bolívia central
- D. m. emiliae Hellmayr, 1912 – nordeste do Brasil
- D. m. affinis Pelzeln, 1868 – Brasil central e nordeste da Bolívia
- D. m. mentalis Temminck, 1823 – sudeste do Brasil, leste do Paraguai e nordeste da Argentina

## Descrição
A choquinha-lisa chega a até 13 cm de comprimento e pesa até 16 g. O macho adulto da subespécie nominal tem a parte superior cinza-escuro, bochechas pretas, três barras brancas e estreitas na asa, parte de baixo cinza-esbranquiçado e barriga branca. A fêmea tem a parte de cima marrom-oliva, uma coroa ruiva, um anel periocular branco, parte de baixo amarelada e asas com fracas barras amareladas. Uma listra branca (macho) ou amarelada (fêmea) no ombro é visível quando as asas estão abertas. O macho imaturo é muito parecido com o macho adulto, mas tem bordas marrons nas penas de voo, a parte traseira cor de oliva e as inferiores amareladas.
Dependendo da subespécie, há grande variação na plumagem dos dois sexos, especialmente na cor da parte de baixo (amarela e branca), o grau do escuro da face, a quantidade de oliva na parte de cima do macho e de ruivo na da fêmea.

## Ecologia
É uma ave comum das florestas primárias e secundárias. A espécie se reproduz do sul do México até o norte da Argentina, e também em Trinidad e Tobago. Distribui-se em manchas nas margens de seu alcance e geralmente (mas não universalmente) evita terras baixas.
Na Guiana, por exemplo, é comum acima de 1000 metros de altitude na Serra de Pacaraima, e habita o sul da Serra do Acari. Por outro lado, não foi encontrada na Floresta de Iwokrama ou no Planato de Potaro. Na Nicarágua, onde as altas altitudes estão restritas ao noroeste, a espécie é encontrada esporadicamente na maior parte do país. Por exemplo, a choquinha-lisa é comum, a baixa altitude, na floresta primária dominada Dipteryx oleifera no Refúgio Bartola, no extremo sul do Nicarágua.
A choquinha-lisa se alimenta como um vireonídeo, o motivo de seu nome em inglês (Plain antvireo). Busca pequenos insetos e outros artrópodes apanhados de gravetos e da folhagem nos ramos mais baixos das árvores. Não costuma participar de bandos mistos, preferindo manter distância de outras espécies que encontra ao seguir correições de formigas, entretanto possa participar localmente. Mas usualmente é encontrada em pares ou pequenos grupos, como adultos com jovens ou em uma fonte especial de alimento. Casais são bastante territoriais com indivíduos da mesma espécie, defendendo um território que pode ter até 7000 metros quadrados, mas algumas vezes tem apenas metade desse tamanho.
A fêmea bota dois ovos brancos manchados de canela em um pequeno e fundo ninho em forma de taça em árvores jovens. Os ovos são incubados pelos dois pais por 15 dias. Se o ninho for abordado, o pai que está incubando vai para o chão e tremula fracamente para distrair o potencial predador. Nesta ocasião, a listra clara no ombro é mostrada para atrair a atenção do intruso.

Devido a sua grande abrangência, a espécie não é considerada ameaçada pela IUCN. Aparenta ser tolerante a algum grau de distúrbio causado por humanos em seu hábitat.